# ساموئل مکرتچیان
ساموئل سورنی مکرتچیان (ارمنی: Սամվել Սուրենի Մկրտչյան؛ انگلیسی: Samvel Mkrtchyan؛ ۲۵ فوریهٔ ۱۹۵۹ – ۷ دسامبر ۲۰۱۴) مترجم، روزنامه‌نگار و نویسنده اهل ارمنستان بود. بین سال‌های ۲۰۰۲ تا ۲۰۱۴ ویراستار ارشد فصلنامه ترجمه «ادبیات خارجی» بود.

## زندگی‌نامه
وی در ۲۵ فوریهٔ ۱۹۵۹ در تالین به دنیا آمد و از دانشگاه دولتی زبان‌ها و علوم اجتماعی بروسوف ایروان فارغ‌التحصیل گشت. وی از سال ۱۹۹۵ عضو اتحادیه نویسندگان ارمنستان بود. مکرتچیان در نائیرا زهرابیان ازدواج کرد. وی همچنین برنده جوایزی همچون جایزه کانتق شد. وی در ۷ دسامبر ۲۰۱۴ در سن ۵۵ سالگی در ایروان درگذشت.

## نگارخانه

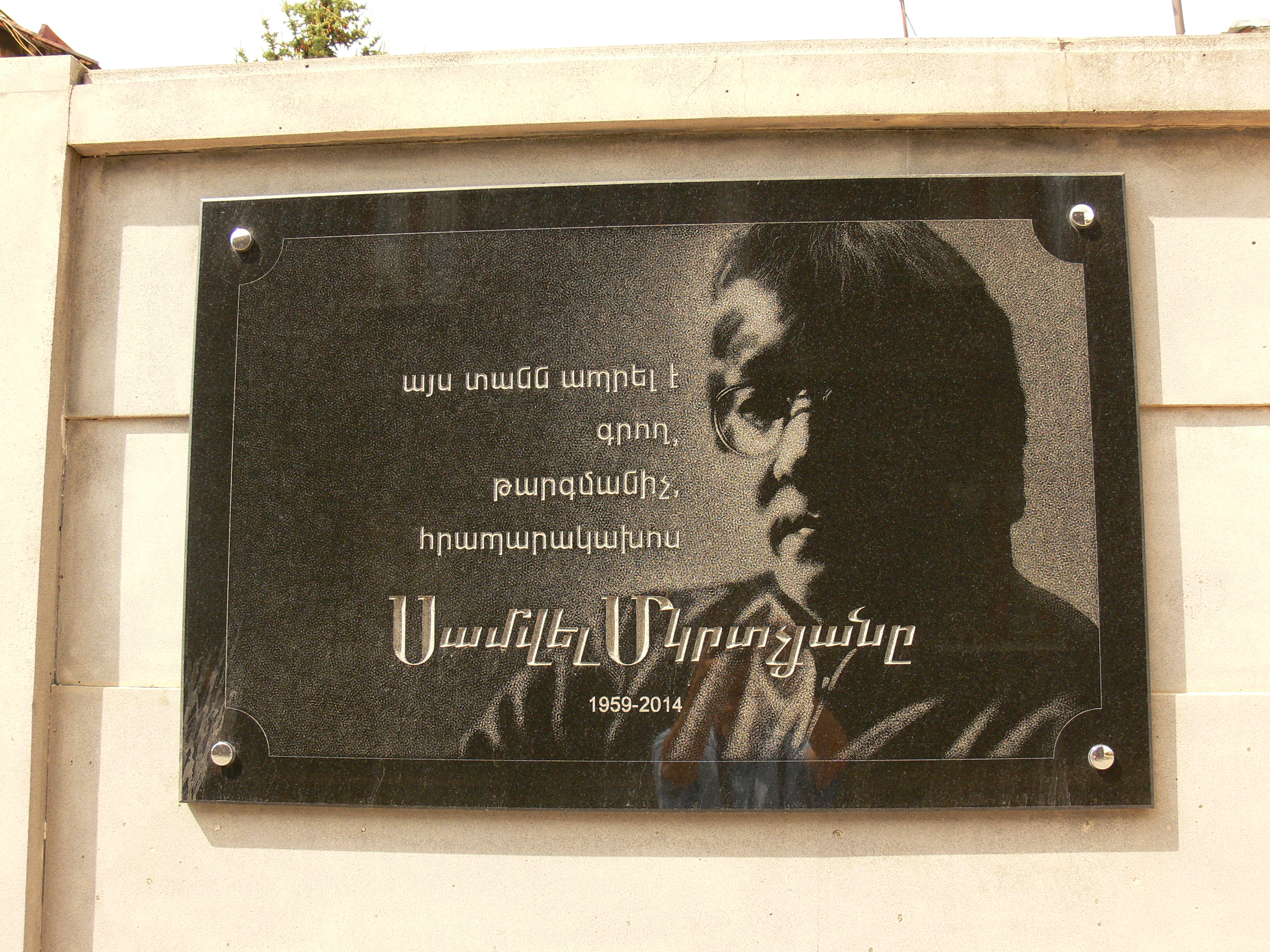